# Hyalopsyche disjuncta
Hyalopsyche disjuncta is een schietmot uit de familie Dipseudopsidae. De soort komt voor in het Australaziatisch gebied.